# Podlas (Nawojowa Góra)
Podlas – południowo-zachodnia część wsi Nawojowa Góra w Polsce, położona w województwie małopolskim, w powiecie krakowskim, w gminie Krzeszowice, na wschodnich stokach wzgórza Porąbka.
W latach 1975–1998 Podlas administracyjnie należał do województwa krakowskiego.